# Чикагский хаус
Чика́гский ха́ус, также Чикаго-хаус (англ. Chicago house) — жанр электронной танцевальной музыки, появившийся в Чикаго примерно в 1984 году. Является ранней формой всей хаус-музыки в целом. После выхода диско из моды чикагская клубная сцена ощутила острый дефицит танцевальных пластинок, что толкнуло местных диджеев на эксперименты с микшированием и создание собственных композиций, положив начало новому звучанию.

## Особенности жанра
Чикагскому хаусу, как и всей хаус-музыке в целом, свойственен ритм 4/4 с темпом в среднем 120—130 ударов в минуту. В основе бита стоит бас-барабан («бочка»), который совершает по удару в каждой доле такта. Каждый второй такт вместе с «бочкой» звучит малый барабан («снейр») или звук хлопка в ладоши («клэп»). Ритмический рисунок также разбавляется хай-хэтами, том-томами и различной перкуссией. Такой стандартный набор связан с тем, что он содержался в драм-машинах, при помощи которых для хауса делался бит: Roland 707, Roland 808, Roland 909. На бит, как правило, накладывались бас-партия и соул-вокал.

## История

### Истоки
В 1976 году нью-йоркскому диджею Ларри Левану пришло предложение из Чикаго стать диск-жокеем в готовящемся к открытию клубе Warehouse (рус. склад). Тот отказался, так как планировал открытие собственного клуба Paradise Garage (рус. райский гараж), который в будущем дал название жанру гараж. Вместо себя Ларри порекомендовал своего лучшего друга — 22-летнего Фрэнки Наклса. В марте следующего года Фрэнки дал сет на открытии Warehouse и повторил его неделей позже. Публике понравились вечеринки; Фрэнки получил резидентство в клубе и перебрался в Чикаго.
Музыкой, которую ставил Фрэнки в первые годы деятельности клуба, было находившееся тогда на пике диско. Позднее диджей не боялся экспериментировать и разбавлял сеты треками из начала 70-х, малоизвестной импортной музыкой и песнями других танцевальных жанров. В особенности на это толкала надвигающаяся «смерть» диско, которая в итоге произошла в 1981 году. Жанр вышел из моды, и на рынке стал ощущаться дефицит танцевальных пластинок. Чтобы выйти из положения, Фрэнки принялся менять аранжировки уже существующих треков. При помощи катушечного магнитофона он перемонтировал композиции, добавлял новые звуки и биты. Диджейские эксперименты нравились публике, и в итоге Фрэнки научился создавать сложные ремиксы, полностью заменяя в треках ритм, биты и басовые партии. К слову, это не было чем-то новым на клубной сцене. Ремиксы широко осваивались и в других городах, однако именно эксперименты в Чикаго стали истоками хаус-музыки.
Своими сетами диджей создал особенное звучание клуба, и Warehouse вскоре стал модным андеграундным заведением в городе, а в местном сленге появилось слово «хаус» (англ. house), отделившееся, по теории, от названия клуба. Хаусом чикагская молодёжь называла не жанр музыки, который тогда ещё не появился, а всё такое же, по своим понятиям, модное и андеграундное. Например, музыка со «Склада» это «хаус», и все его посетители — тоже «хаус». Один из ранних хаус-музыкантов по прозвищу Chip E. утверждал, что термин появился благодаря ему. В годы активности «Склада» он владел чикагским магазином виниловых пластинок Imports Etc, где добавил новую категорию «Warehouse Music», после того как покупатели часто спрашивали музыку, которую играют в Warehouse. Вскоре он переименовал категорию в просто «House».
После 1982 года Фрэнки покинул клуб и основал свой собственный — Power Plant (рус. электростанция), также в Чикаго, в здании бывшей электрической подстанции, переманив к себе часть публики со «Склада». Тогда владельцы Warehouse переименовали свой клуб в Muzic Box (рус. музыкальная шкатулка) и наняли нового диджея — Рона Харди. Рон крутил пластинки в Чикаго ещё до приезда Фрэнки в клубе Den One, но в 1977-м уехал в Калифорнию, вернувшись лишь в 1982-м.

### Зарождение жанра
Рон быстро стал новой звездой клубной сцены города благодаря своим музыкальным экспериментам и умению управлять танцующей толпой. Рон и Фрэнки на своих сетах ставили практически одинаковые треки и использовали похожие приёмы микширования, однако структура и дух сетов у них отличались. Фрэнки планировал последовательность включения пластинок, заботился о качестве звучания и не слишком увеличивал темп. Сеты Рона напротив отличались лоу-фай звучанием, высоким темпом и отсутствием запланированной программы. Однако оба они любили при помощи эквалайзера усиливать бас или высокочастотные звуки, что стало в будущем характерной чертой чикагского хауса.
В то же время диджей Фарли Кит Уильямс устраивал сеты в клубе Playground, где на старые треки в реальном времени накладывал бит, сделанный на драм-машине Roland 808. Переняв идею, Фрэнки Наклс также стал использовать этот инструмент. Однако он не включал её в клубе, а сводил бит с треком заранее и вставлял в сет уже готовые записи. Фрэнки использовал Roland 909, которую купил у детройтского диджея Деррика Мэя, впоследствии изобретателя жанра техно. Драм-машину для себя приобрёл и Харди. Фактически чикагские диджеи своими экспериментами не пытались придумать новый жанр, а реанимировали старый: в своём понимании они делали диско. Так как всю музыку чикагских заведений называли хаусом, то это название унаследовали и новые треки. Простота их создания и популярность среди публики привлекла молодых продюсеров: для создания трека не нужна была студия, а только драм-машина и четырёхдорожечный магнитофон.

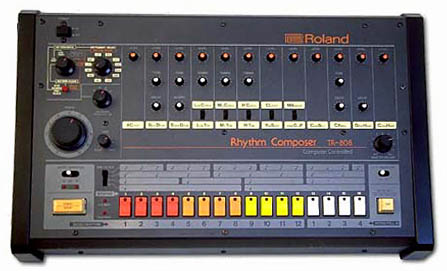
Драм-машина Roland TR-808, широко использовавшаяся при создании хаус-музыки.

В 1983 году у популярного чикагского диджея Джесси Сондерса украли бутлег-пластинку под названием «On And On» исполнителя Mach, которая была «визитной карточкой» его сетов. Диджей часто включал её в паре с драм-машиной и каким-нибудь другим треком на второй «вертушке» проигрывателя. Лишившись своего главного трека, Джесси, имевший музыкальное образование, решил сделать такой самостоятельно. В том же году при помощи четырёхдорожечного магнитофона, Roland 808, полифонической клавиатуры Korg и бас-синтезатора Roland TB-303 он написал два трека: «Fantasy» и «On And On», ссылаясь названием на украденную запись. «On And On» был с восторгом принят в клубах, и в январе 1984-го Джесси издал композицию на виниле под собственным лейблом Jes Say. «On And On» считается первой хаус-композицией, однако её первенство оспаривается в частности треком «Your Love» Джейми Принсипла, записанным в 1984 году.

### Расцвет и трансформация
За Джесси Сондерсом последовали и другие. Уже в течение года появилось множество композиций в новом стиле: EP «Funkin' With The Drums» от Фарли Кит Уильямса, EP «Jack Trak» и EP «Like This» от Chip E., трек «No Way Back» от Adonis, композиции «Can You Feel It» и «Mistery Of Love» в исполнении Fingers Inc. Хаус набирал обороты и в родном городе уже не считался андеграундом. Открывались новые клубы, успешно продавались композиции. Также впервые появились пластинки, записываемые и издаваемые малыми тиражами специально для диджеев.
Свой вклад в развитие жанра внесла и чикагская радиостанция WBMX. На ней часто менявший членов квинтет диджеев Hot Mix 5 влиял своими миксами на вкусы горожан и репертуар клубов города. У истоков хауса «Пятёрка» делала то же, что и клубные диджеи: сводила существующие диско- и поп-треки с партиями ударных драм-машины, а впоследствии ротировала хаус-композиции в своей программе, чем продвигала жанр.
С 1985 года в хаусе начали появляться первые хиты. В августе того же года Стив «Silk» Хёрли с вокалистом Китом Нунелли и Фарли Уильямсом выпустили успешный сингл «Music Is Yhe Key», распроданный количеством 2 000 экземпляров в первый же день своего релиза и попавший на девятое место танцевального хит-парада США. Хёрли принадлежит ещё два хита чикагского хауса, популяризировавшие жанр. Первый — «I Can’t Turn Around» — ремикс на одноимённую песню Айзека Хейса. На виниле этот ремикс выпустил Фарли Уильямс, добавив к треку вокал Дэррила Пэнди и переименовав его в «Love Can’t Turn Around», и в таком виде пластинка стала хитом, вышла на импортный рынок и в сентябре 1986 года достигла 10 места в хит-параде поп-пластинок в Великобритании. Эта песня также является первой хаус-композицией, получившей собственный клип. Второй хит Хёрли — «Jack Your Body» — также имел популярность в Британии, где достиг уже первого места. Композиции Хёрли открыли хаусу дорогу в Лондон, где после успеха «Love Can’t Turn Around» британский лейбл London Records выпустил сборник «The House Sound of Chicago». Затем такие компиляции стали издавать постоянно, хаус начинал популяризироваться в Европе, а чикагский хаус-лейбл DJ International организовал турне чикагских диджеев по клубам Великобритании.
В конце 1985 года Натаниель Пьер Джонс, он же DJ Pierre, Хёрб Джексон и Эрл «Spanky» Смит, объединившись в группу Phuture, экспериментировали со звучанием бас-синтезатора Roland TB 303. Выкручивая регуляторы устройства наугад, им удалось добиться интересного звука, с использованием которого они в итоге написали трек «Acid Trax». Запись имела успех, Roland TB 303 стал активно использоваться в создании хаус-музыки, положив начало жанру эйсид-хаус. Позднее из-за своей простоты изготовления эйсид-композиции практически вытеснили треки чикагского хауса, который, уступив популярность, к 1988 году сменил звучание на более «мягкое», обернувшись новым жанром — дип-хаусом. Приход в Чикаго культуры хип-хопа в конце 1980-х также породил хип-хаус, синтез хауса и рэпа.